# Eurykydé
Eurykydé nebo Eurykyda (starořecky Εὐρυκύδη, Εὐρυκύδα-Eurykydé, Eurykyda) je v řecké mytologii dcera élidského krále Endymiona.
Eurykydé měla tří sourozence, bratry Paióna, Epeia a Aitola. Když její bratr élidský král Épeios náhle zemřel bez potomka po meči, na trůn nastoupil další z jejích bratrů Aitólos, který také nevládl dlouho, neboť na pohřebních hrách v Lykosúrii neúmyslně zabil Apidia, syna Iasona a musel se vzdát trůnu. Na královský trůn po něm usedl Éleios, syn Eurykydy a boha Poseidona a Aitólos zemi opustil. Eurykydin syn Éleios se tak stal vládcem země nazvané po Epeiovi, ale jeho lid zemi zanedlouho pojmenoval po něm na Élida.
Dle antického autora Pausania, Eurykydin syn byl otcem élidskeho krále Augiáše, známého hroznou špínou v jeho chlévech, jejichž vyčištění bylo jedním z dvanácti úkolů zadaných mykénským králem Eurystheem hrdinovi Héraklovi.